# インゲ・セーレンセン
インゲ・セーレンセン(Inge Sørensen、1924年7月18日 - 2011年3月9日）は、デンマークの競泳選手。コペンハーゲン県ゲントフテ郡スコヴスホヴェッド出身。
1936年ベルリンオリンピックで200m平泳ぎで銅メダルを獲得した。この時の年齢はわずか12歳と24日であった。2年後の1938年ヨーロッパ水泳選手権では200m平泳ぎで優勝している。
2011年3月9日アメリカ合衆国ニュージャージー州のマウント・ローレルで亡くなっている。